# Box-office Italie 2017-2018
Cet article traite du box-office de la saison cinématographique 2017-2018 en Italie.

## Palmarès selon les recettes
| Rang | Titre                                       | Pays                                            | Réalisateur                             | Recettes Italie (€) | Entrées Italie |
| ---- | ------------------------------------------- | ----------------------------------------------- | --------------------------------------- | ------------------- | -------------- |
| 1    | Avengers: Infinity War                      | Drapeau des États-Unis                          | Anthony et Joe Russo                    | 18 762 054          | 2 645 814      |
| 2    | Moi, moche et méchant 3                     | Drapeau des États-Unis                          | Kyle Balda, Pierre Coffin, Éric Guillon | 18 014 766          | 2 785 572      |
| 3    | Star Wars, épisode VIII : Les Derniers Jedi | Drapeau des États-Unis                          | Rian Johnson                            | 15 148 190          |                |
| 4    | Le Crime de l'Orient-Express                | Drapeau des États-Unis · Drapeau du Royaume-Uni | Kenneth Branagh                         | 14 637 196          | 2 172 164      |
| 5    | Ça                                          | Drapeau des États-Unis                          | Andrés Muschietti                       | 14 385 758          |                |
| 6    | Cinquante Nuances plus claires              | Drapeau des États-Unis                          | James Foley                             | 14 380 040          |                |
| 7    | Wonder                                      | Drapeau des États-Unis                          | Stephen Chbosky                         | 12 384 327          | 1 920 541      |
| 8    | Coco                                        | Drapeau des États-Unis                          | Lee Unkrich, Adrian Molina              | 11 365 791          | 1 754 335      |
| 9    | Jurassic World: Fallen Kingdom              | Drapeau des États-Unis                          | Juan Antonio Bayona                     | 10 689 189          | 1 638 151      |
| 10   | Jumanji : Bienvenue dans la jungle          | Drapeau des États-Unis                          | Jake Kasdan                             | 10 286 561          | 1 510 844      |

## Palmarès des films italiens selon les recettes
| Rang | Titre                          | Pays                                                                | Réalisateur                                      | Recettes Italie (€) | Entrées Italie |
| ---- | ------------------------------ | ------------------------------------------------------------------- | ------------------------------------------------ | ------------------- | -------------- |
| 1    | Come un gatto in tangenziale   | Drapeau de l'Italie                                                 | Riccardo Milani                                  | 9 678 079           | 1 460 681      |
| 2    | Une famille italienne          | Drapeau de l'Italie                                                 | Gabriele Muccino                                 | 9 181 634           | 1 437 629      |
| 3    | Benedetta follia               | Drapeau de l'Italie                                                 | Carlo Verdone                                    | 8 486 625           | 1 309 063      |
| 4    | Poveri ma ricchissimi (it)     | Drapeau de l'Italie                                                 | Fausto Brizzi                                    | 6 097 986           |                |
| 5    | Napoli velata                  | Drapeau de l'Italie                                                 | Ferzan Özpetek                                   | 5 818 152           | 887 025        |
| 6    | The Place                      | Drapeau de l'Italie                                                 | Paolo Genovese                                   | 4 271 857           | 674 802        |
| 7    | Loro 1                         | Drapeau de l'Italie                                                 | Paolo Sorrentino                                 | 4 134 225           | 631 133        |
| 8    | La Fille dans le brouillard    | Drapeau de l'Italie · Drapeau de l'Allemagne · Drapeau de la France | Donato Carrisi                                   | 3 745 531           | 584 011        |
| 9    | Il vegetale (it)               | Drapeau de l'Italie                                                 | Gennaro Nunziante                                | 3 409 059           | 540 700        |
| 10   | Metti la nonna in freezer (it) | Drapeau de l'Italie                                                 | Giancarlo Fontana (it) et Giuseppe G. Stasi (it) | 3 318 311           | 531 967        |

## Le premier film chaque semaine
| no | Date (à partir du) | Film no 1                                   | Pays                                            | Recettes (€)  |
| -- | ------------------ | ------------------------------------------- | ----------------------------------------------- | ------------- |
| 1  | 6 août 2017        | Annabelle 2 : La Création du mal            | Drapeau des États-Unis                          | 930 621       |
| 2  | 13 août 2017       | La Tour sombre                              | Drapeau des États-Unis                          | 711 812       |
| 3  | 20 août 2017       | Atomic Blonde                               | Drapeau des États-Unis                          | 514 912       |
| 4  | 27 août 2017       | Moi, moche et méchant 3                     | Drapeau des États-Unis                          | 5,39 millions |
| 5  | 3 septembre 2017   | Moi, moche et méchant 3                     | Drapeau des États-Unis                          | 3,61 millions |
| 6  | 10 septembre 2017  | Moi, moche et méchant 3                     | Drapeau des États-Unis                          | 2,47 millions |
| 7  | 17 septembre 2017  | Cars 3                                      | Drapeau des États-Unis                          | 3,48 millions |
| 8  | 24 septembre 2017  | Cars 3                                      | Drapeau des États-Unis                          | 1,74 million  |
| 9  | 1er octobre 2017   | Le Monde secret des Emojis                  | Drapeau des États-Unis                          | 1,08 million  |
| 10 | 8 octobre 2017     | Blade Runner 2049                           | Drapeau des États-Unis                          | 1,99 million  |
| 11 | 15 octobre 2017    | Blade Runner 2049                           | Drapeau des États-Unis                          | 1,12 million  |
| 12 | 22 octobre 2017    | Ça                                          | Drapeau des États-Unis                          | 6,48 millions |
| 13 | 29 octobre 2017    | Thor : Ragnarok                             | Drapeau des États-Unis                          | 3,03 millions |
| 14 | 5 novembre 2017    | Thor : Ragnarok                             | Drapeau des États-Unis                          | 1,71 million  |
| 15 | 12 novembre 2017   | The Place                                   | Drapeau de l'Italie                             | 1,67 million  |
| 16 | 19 novembre 2017   | Justice League                              | Drapeau des États-Unis                          | 3,00 millions |
| 17 | 26 novembre 2017   | Justice League                              | Drapeau des États-Unis                          | 1,47 million  |
| 18 | 3 décembre 2017    | Le Crime de l'Orient-Express                | Drapeau des États-Unis                          | 3,23 millions |
| 19 | 10 décembre 2017   | Le Crime de l'Orient-Express                | Drapeau des États-Unis                          | 3,57 millions |
| 20 | 17 décembre 2017   | Star Wars, épisode VIII : Les Derniers Jedi | Drapeau des États-Unis                          | 4,6 millions  |
| 21 | 24 décembre 2017   | Star Wars, épisode VIII : Les Derniers Jedi | Drapeau des États-Unis                          | 1,9 million   |
| 22 | 31 décembre 2017   | Coco                                        | Drapeau des États-Unis                          | 2,76 millions |
| 23 | 7 janvier 2018     | Jumanji : Bienvenue dans la jungle          | Drapeau des États-Unis                          | 3,19 millions |
| 24 | 14 janvier 2018    | Benedetta follia                            | Drapeau de l'Italie                             | 3,53 millions |
| 25 | 28 janvier 2018    | Benedetta follia                            | Drapeau de l'Italie                             | 2,06 millions |
| 26 | 21 janvier 2018    | Made in Italy                               | Drapeau de l'Italie                             | 1,41 million  |
| 27 | 4 février 2018     | Pentagon Papers                             | Drapeau des États-Unis                          | 2,31 millions |
| 28 | 11 février 2018    | Cinquante Nuances plus claires              | Drapeau des États-Unis                          | 5,90 millions |
| 29 | 18 février 2018    | Une famille italienne                       | Drapeau de l'Italie                             | 3,40 millions |
| 30 | 25 février 2018    | Une famille italienne                       | Drapeau de l'Italie                             | 1,92 million  |
| 31 | 4 mars 2018        | Red Sparrow                                 | Drapeau des États-Unis                          | 1,18 million  |
| 32 | 11 mars 2018       | La Forme de l'eau                           | Drapeau des États-Unis                          | 1,45 million  |
| 33 | 18 mars 2018       | Tomb Raider                                 | Drapeau des États-Unis · Drapeau du Royaume-Uni | 1,61 million  |
| 34 | 25 mars 2018       | Pacific Rim: Uprising                       | Drapeau des États-Unis                          | 1,45 million  |
| 35 | 1er avril 2018     | Ready Player One                            | Drapeau des États-Unis                          | 1,78 million  |
| 36 | 8 avril 2018       | Criminal Squad                              | Drapeau des États-Unis                          | 934 971       |
| 37 | 15 avril 2018      | Rampage : Hors de contrôle                  | Drapeau des États-Unis                          | 1,26 million  |
| 38 | 22 avril 2018      | Escobar                                     | Drapeau de l'Espagne                            | 956 710       |
| 39 | 29 avril 2018      | Avengers: Infinity War                      | Drapeau des États-Unis                          | 6,09 millions |
| 40 | 6 mai 2018         | Avengers: Infinity War                      | Drapeau des États-Unis                          | 2,78 millions |
| 41 | 13 mai 2018        | Avengers: Infinity War                      | Drapeau des États-Unis                          | 1,14 million  |
| 42 | 20 mai 2018        | Deadpool 2                                  | Drapeau des États-Unis                          | 2,65 millions |
| 43 | 27 mai 2018        | Solo: A Star Wars Story                     | Drapeau des États-Unis                          | 1,48 million  |
| 44 | 3 juin 2018        | Solo: A Star Wars Story                     | Drapeau des États-Unis                          | 876 482       |
| 45 | 10 juin 2018       | Jurassic World: Fallen Kingdom              | Drapeau des États-Unis                          | 3,63 millions |
| 46 | 17 juin 2018       | Jurassic World: Fallen Kingdom              | Drapeau des États-Unis                          | 1,79 million  |
| 47 | 24 juin 2018       | Jurassic World: Fallen Kingdom              | Drapeau des États-Unis                          | 938 358       |
| 48 | 1er juillet 2018   | Jurassic World: Fallen Kingdom              | Drapeau des États-Unis                          | 460 464       |
| 49 | 8 juillet 2018     | American Nightmare 4 : Les Origines         | Drapeau des États-Unis                          | 538 255       |
| 50 | 15 juillet 2018    | Horse Soldiers                              | Drapeau des États-Unis                          | 538 255       |
| 51 | 22 juillet 2018    | Skyscraper                                  | Drapeau des États-Unis                          | 620 361       |
| 52 | 29 juillet 2018    | Ocean's 8                                   | Drapeau des États-Unis                          | 897 576       |